# I. A třída Brněnského kraje 1959/1960
I. A třída Brněnského kraje 1959/1960 byla jednou ze skupin 4. nejvyšší fotbalové soutěže v Československu. O titul přeborníka Brněnského kraje soutěžilo 12 týmů každý s každým dvoukolově od srpna 1959 do května 1960. Tento ročník začal v neděli 16. srpna 1959 a skončil v neděli 8. května 1960. Jednalo se o 11. (poslední) z 11 ročníků soutěže (1949–1959/1960).
Po skončení tohoto ročníku I. A třída Brněnského kraje zanikla v souvislosti s chystanou reorganizací krajů. Nejvyšší soutěží nově zřízeného Jihomoravského kraje se od sezony 1960/1961 stal Jihomoravský krajský přebor.

## Nové týmy v sezoně 1959/1960
- Z Oblastní soutěže 1958/1959 – sk. D (III. liga) sestoupilo mužstvo TJ Slavia Žabovřesky.[5]
- Z Oblastní soutěže 1958/1959 – sk. E (III. liga) sestoupilo mužstvo TJ Sokol Lanžhot.[5]
- Ze skupin I. B třídy Brněnského kraje 1958/1959 (V. liga) postoupila mužstva TJ Tatran Poštorná (vítěz skupiny A),[6] TJ Lokomotiva Horní Heršpice (vítěz skupiny B)[6] a TJ Slavoj Vyškov (vítěz skupiny C).[6]

## Konečná tabulka
Zdroj: 
| Poř. | Tým                              | Z  | V  | R | P  | VG | OG | B  |
| ---- | -------------------------------- | -- | -- | - | -- | -- | -- | -- |
| 1.   | TJ Spartak Husovice              | 22 | 13 | 5 | 4  | 60 | 33 | 31 |
| 2.   | TJ Spartak Líšeň                 | 22 | 12 | 6 | 4  | 47 | 30 | 30 |
| 3.   | TJ Spartak Židenice/ZKL Brno     | 22 | 11 | 7 | 4  | 63 | 36 | 29 |
| 4.   | RH Znojmo                        | 22 | 13 | 2 | 7  | 70 | 36 | 28 |
| 5.   | TJ Lokomotiva Horní Heršpice (N) | 22 | 9  | 6 | 7  | 47 | 45 | 24 |
| 6.   | TJ Sokol Lanžhot (S)             | 22 | 8  | 6 | 8  | 44 | 40 | 22 |
| 7.   | TJ Rudá hvězda Brno „B“          | 22 | 8  | 4 | 10 | 41 | 50 | 20 |
| 8.   | TJ Spartak I. brněnská           | 22 | 7  | 6 | 9  | 30 | 39 | 20 |
| 9.   | TJ Slavia Žabovřesky (S)         | 22 | 7  | 3 | 12 | 35 | 55 | 17 |
| 10.  | TJ Slovan Moravská Třebová       | 22 | 6  | 4 | 12 | 41 | 59 | 16 |
| 11.  | TJ Tatran Poštorná (N)           | 22 | 4  | 6 | 12 | 31 | 44 | 14 |
| 12.  | TJ Slavoj Vyškov (N)             | 22 | 4  | 5 | 13 | 38 | 80 | 13 |

Poznámky:
- Z = Odehrané zápasy; V = Vítězství; R = Remízy; P = Prohry; VG = Vstřelené góly; OG = Obdržené góly; B = Body; (S) = Mužstvo sestoupivší z vyšší soutěže; (N) = Mužstvo postoupivší z nižší soutěže (nováček)

|  | Postup do Jihomoravského krajského přeboru 1960/1961 (III. liga)      |
|  | Přechod do I. třídy Jihomoravského kraje 1960/1961 – sk. A (IV. liga) |
|  | Přechod do I. třídy Jihomoravského kraje 1960/1961 – sk. B (IV. liga) |
|  | Přechod do I. třídy Jihomoravského kraje 1960/1961 – sk. C (IV. liga) |
|  | Přechod do I. třídy Východočeského kraje 1960/1961 (IV. liga)         |